# Bon (famiglia)
I Bon furono un'antica famiglia veneziana compresa nel patriziato.

## La famiglia
Sull'origine della casata si sono fatte molte supposizioni, basate perlopiù su tradizioni. Una di queste asserisce che provenissero da Bologna e che si fossero trasferiti a Torcello nel VII secolo. Non è improbabile che i numerosi rami, distinti tramite soprannomi, derivassero in realtà da nuclei differenti; ad esempio, nel 1381 fu fatto nobile Alvise dalle Fornase, che con l'occasione assunse l'arma e il cognome dei Bon.
I Bon diedero molti personaggi illustri (ma nessun doge). Alcuni affermano che era un Bon anche quel Bon da Malamocco che, nell'828, trafugava il corpo di San Marco da Alessandria d'Egitto per portarlo a Venezia. Da ricordare poi Pietro Bon, armatore navale con interessi che si estendevano fino alla Dalmazia (allora veneziana) e Cipro: fu il maggiore committente del pittore Antonello da Messina, che realizzò la Pala di San Cassiano per la cappella che avrebbe ospitato la tomba del Bon; Francesco Bon, primo podestà veneziano di Mestre; Antonio Bon († 1508), politico e militare, citato dal Guicciardini; Pietro Bon († 1571), militare, morto combattendo i Turchi; Ottaviano Bon, politico e mecenate, e Alessandro Bon († 1715), pure lui ucciso dagli Ottomani.
Ai Bon apparteneva una villa a Mira, lungo il Brenta. Il noto palazzo di Ca' Rezzonico fu commissionata da loro ma, vista la grave crisi economica che colpì la casata, fu infine comprata dalla famiglia milanese che gli ha dato il nome attuale.
Esiste tuttora un ramo secondo Bon in località Birri (parrocchia di San Canciano) dove avevano un palazzo Andrea Bon di Nicolò, nato nel 1679. Si ricorda poi una calle dell'Arco detta Bon dove abitava il nobiluomo G. Bon, affittuario di Marin Zorzi (1713 e 1740).

## Membri illustri
- Bon da Malamocco (IX secolo), personaggio leggendario che portò a Venezia le spoglie di San Marco;
- Francesco Bon (1310-?), politico;
- Lorenzo Bon (1420–1478), pittore;
- Antonio Bon (1462–1525), politico;
- Alessandro Bon (1514-1566), politico e proprietario terriero;
- Ottaviano Bon (1552-1623), letterato e ambasciatore;
- Nicolò Bon (1635-1712), numismatico;
- Alessandro Bon (1654-1715), condottiero;
- Francesco Augusto Bon (1788-1858), attore teatrale e commediografo;
- Laura Bon (1825-1904), attrice teatrale, figlia del precedente
- Jean-Bertrand de Bon (Gian-Bertoldo Bon), era il procuratore della famiglia che sarebbe venuto dalla Linguadoca per stabilirsi in Bretagna alla fine del XV secolo.

## Palazzi

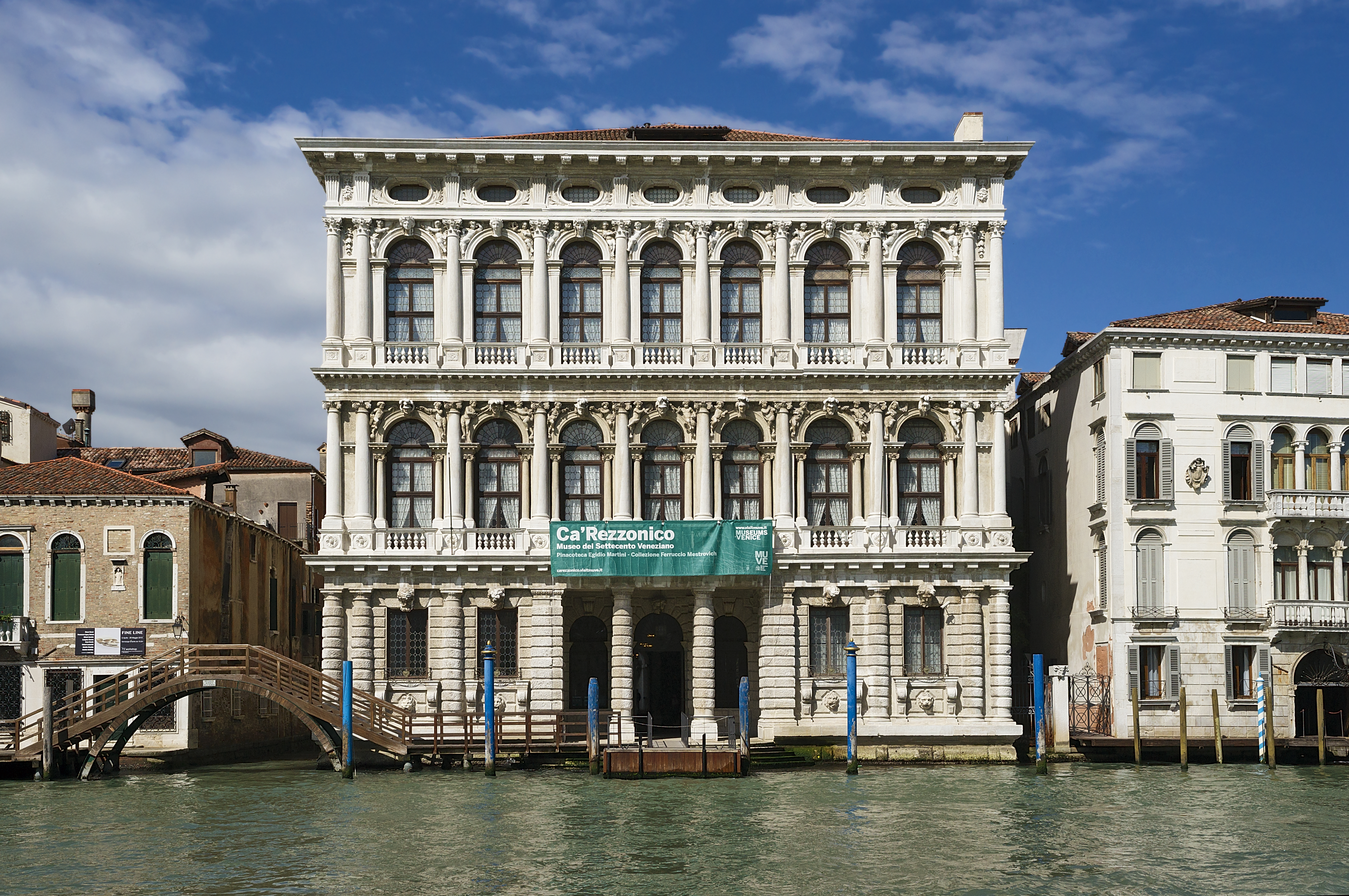
Venezia, Ca' Rezzonico

- Ca' Rezzonico, prima eretta per i Bon, poi per un tracollo finanziario passata ai Rezzonico
- Villa Bon a Mira